# Mizoram
Mizoram egy állam India északkeleti részén.

## Lakosság
A lakosság 87%-a keresztény. Ők főleg presbiteriánusok és baptisták. Az utóbbi évtizedekben egy kis számú zsidó közösség telepedett meg az államban. 
India államai közül itt a második legnagyobb az írástudás aránya. Ezt csak Kerala állam előzi meg. 